# Cacatues
Cacatua és el nom comú d'un grup d'ocells que formen un tàxon el qual, depenent dels autors, és considerat la família dels cacatúids (Cacatuidae) o la subfamília dels cacatuins (Cacatuinae), dins l'ordre dels psitaciformes (Psittaciformes).
La paraula cacatua data del segle XVII i prové de l'indonesi/malai kakatua.

## Morfologia
Les cacatues són psitaciformes de mitjans a grans, que poden mesurar 30 - 68 cm, sent Nymphicus hollandicus l'espècie més petita. Són ocells de bec massiu amb una cua més o menys llarga i una llengua musculosa. Tots presenten una cresta erèctil en la part anterior del cap que utilitzen en la comunicació. Aquesta cresta varia de formes, colors i grandària.
Comparteixen nombroses característiques amb les altres espècies de l'ordre, com els dits zigodàctils i la forma del bec. Altres, però, són úniques, com la presència de la cresta erèctil, la presència de vesícula biliar i l'absència de determinats pigments al plomatge que els impedeix tenir plomes verdes o blaves.

## Hàbitat i distribució
- Viuen a medis variats, des del bosc humit fins zones àrides de matolls.
- Aquest tàxon té una distribució molt més restringida que els Psitàcids, ja que són originaris d'Austràlia i les illes veïnes. Onze espècies són endèmiques d'Austràlia, set ocupen Indonèsia, Nova Guinea i altres illes del Pacífic meridional. Tres espècies viuen tant a Austràlia com a Nova Guinea.

## Comportament
La major part de les espècies de cacatues viuen en esbarts. Aquesta característica és aprofitada per a la cria en captiveri.

## Taxonomia
La classificació de Sibley-Ahlquist, basada en anàlisis genètiques, va mostrar que la radiació evolutiva que va portar fins a l'aparició del grup no era tan antiga com s'havia suposat, i per això aquest autor les va considerar una subfamília dins dels psitàcids.
A la major part de les classificacions però, les cacatues són considerades una família, seguint els treballs de David et Toft (1999) i White et al. (2011).
Segons la Classificació del Congrés Ornitològic Internacional (versió 13.2, 2023) aquesta família conté 7 gèneres amb 21 espècies. El mateix criteri consideren el Handook of the Birds of the World i la BirdLife International Checklist of the birds of the world.
- Subfamília Nymphicinae
  - Gènere Nymphicus, amb una espècie, la cacatua nimfa (Nymphicus hollandicus).
- Subfamília Calyptorhynchinae
  - Gènere Calyptorhynchus, amb dues espècies.
  - Gènere Zanda, amb tres espècies.
- Subfamília Cacatuinae
  - Tribu Microglossini
    - Gènere Probosciger, amb una espècie, la cacatua negra galta-roja (Probosciger aterrimus).

  - Tribu Cacatuini
    - Gènere Callocephalon, amb una espècie, la cacatua gang-gang (Callocephalon fimbriatum).
    - Gènere Eolophus, amb una espècie, la cacatua galah (Eolophus roseicapilla.
    - Gènere Cacatua, amb 12 espècies.